# 瓦尔卡布雷尔
瓦尔卡布雷尔（法語：Valcabrère，法語發音：[valkabʁɛʁ]）是法国上加龙省的一个市镇，属于圣戈当区。 

## 地理
瓦尔卡布雷尔（43°1'58"N, 0°34'54"E）面积1.61 平方千米，位于法国奧克西塔尼大區上加龙省，该省份为法国西南部内陆省份，西南端与西班牙接壤，自此顺时针与上比利牛斯省、热尔省、塔恩-加龙省、塔恩省、奥德省和阿列日省接壤。
与瓦尔卡布雷尔接壤的市镇（或旧市镇、城区）包括：拉布罗凯尔、萨尔、伊佐尔、卢尔巴鲁斯、科曼日地区圣贝特朗。

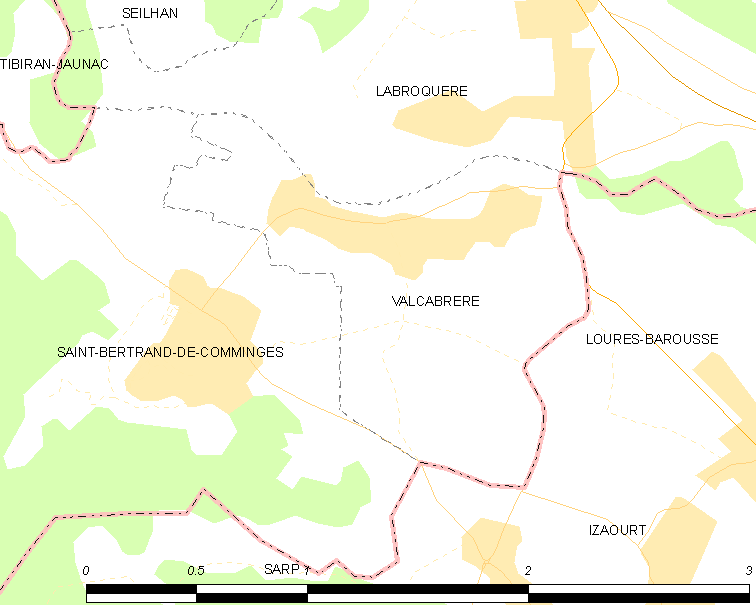
瓦尔卡布雷尔的OSM定位图

瓦尔卡布雷尔的时区为UTC+01:00、UTC+02:00（夏令时）。

## 行政
瓦尔卡布雷尔的邮政编码为31510，INSEE市镇编码为31564。

## 政治
瓦尔卡布雷尔所属的省级选区为巴涅尔德吕雄县。

## 人口

1962-2008年间瓦尔卡布雷尔人口变化图示

瓦尔卡布雷尔于2022年1月1日时的人口数量为150人。